# میتلبرگهایم
میتلبرگهایم (به فرانسوی: Mittelbergheim) یک کمون در فرانسه است که در Canton of Barr واقع شده‌است.

## خصوصیات
میتلبرگهایم ۳٫۸۳ کیلومترمربع مساحت و ۶۷۵ نفر جمعیت دارد.